# Diocesi di Arnee
La diocesi di Arnee (in latino: Dioecesis Arnaetana) è una sede soppressa del patriarcato di Costantinopoli e una sede titolare della Chiesa cattolica.

## Storia
Arnee, identificabile con Irnesi (Ernes), 25 km a nord-ovest di Finike, nell'odierna Turchia, è un'antica sede episcopale della provincia romana di Licia nella diocesi civile di Asia. Faceva parte del patriarcato di Costantinopoli ed era suffraganea dell'arcidiocesi di Mira.
La diocesi è documentata nelle Notitiae Episcopatuum del patriarcato di Costantinopoli fino al termine del X secolo. Tuttavia non è noto il nome di alcun vescovo per questa antica sede vescovile.
Dal 1933 Arnee è annoverata tra le sedi vescovili titolari della Chiesa cattolica; la sede è vacante dal 13 ottobre 1970. Due finora sono stati i vescovi titolari, Louis-Sylvain Robin e Patrice Flynn, vescovi dimissionari rispettivamente di Blois e di Nevers in Francia.

## Cronotassi dei vescovi titolari
- Louis-Sylvain Robin † (28 novembre 1961 - 2 dicembre 1963 deceduto)
- Patrice Flynn † (17 dicembre 1963 - 13 ottobre 1970 deceduto)